# South Dublin
South Dublin (anglès) o Áth Cliath Theas (gaèlic irlandès) és un comtat administratiu de la República d'Irlanda que formava part del tradicional comtat de Dublín, a la província de Leinster, i que forma part de l'àrea del Gran Dublín. La capital és Tallaght. Es troba al voltant de 10 milles al sud-oest de la capital.

## Geografia física
Està vorejat per les Muntanyes de Dublín al sud i s'estén del riu Liffey a Lucan a través de Palmerstown, Clondalkin, al sud a Newscastle, Rathcoole, Saggart. Inclou l'Oest, Centre i Sud de Tallaght i s'estén a l'est a Templeogue i Rathfarnham. South Dublin té frontera amb els comtats de Kildare, Wicklow, Fingal i Dún Laoghaire-Rathdown, així com per la ciutat de Dublín. L'Institut de Tecnologia Tallaght està dins del comtat.

## Heràldica
En l'escut d'armes per a South Dublin es llegeix «Això en el que confiem» en anglès ("This We Hold In Trust") i gaèlic ("Ag Seu Ár gCúram"), mentre incorpora elements de la història, geografia i infraestructura de l'àrea d'avui dia.

## Administració
South Dublin va aconseguir l'estatus de comtat en l'Acta de Govern Local (Dublín) de 1993, i més formalment en l'Acta de Govern Local de 2001. Va ser creat juntament amb dues autoritats per reemplaçar el Consell del Comtat de Dublín.
South Dublin va ser l'últim comtat a Irlanda a tenir alteracions a la seva frontera, van ser fetes en 1993 per albergar l'autopista M50. També va ser l'últim comtat a sofrir un canvi de nom, el seu nom original de «Belgard» va ser canviat a «South Dublin» quan l'àrea va ser alterada per passar de Comtat Electoral a Comtat Administratiu en 1994 (els límits i noms de Dún Laoghaire-Rathdown i Fingal van ser establerts en 1985). El nom de Belgard tenia una associació històrica amb l'àrea, era una de les fortaleses frontereres de The Pale (en català literalment «estacada» o «palissada») que va existir en aquesta àrea. No obstant això va ser alterat sota l'argument que el nom Belgard crearia associacions a certes àrees de desenvolupament modern en el veïnatge de Tallaght que usen el mateix nom. El comtat segueix sent identificat com Belgard per certs departaments de Govern.

## Ciutats i viles
Nombroses àrees urbanes del comtat són antics suburbis de Dublín. Amb propòsits de planificació i desenvolupament el Consell del Comtat les va conferir l'estatut de ciutats, viles i suburbis en tres terços (town, district centre i local centre. En l'actual pla de desenvolupament les ciutats i centres de districte són:
- Tallaght, seu del comtat i on hi ha The Square Shopping Centre obert l'octubre de 1990
- Clondalkin ("per a ser facilitat i desenvolupat com a ciutat ... incloent el desenvolupament al nord")
- Lucan (al vall del Liffey central, i l'àrea de desenvolupament d'Adamstown - un futur "district centre" - i amb l'ànim de desenvolupar Lucan per unir-lo a Leixlip)
- i amb el propòsit de desenvolupar un una ciutat central al voltant del centre de la vall del Liffey a Quarryvale, mentre que s'han anotat més centres locals en tres grups:
- city suburbs inclosos Rathfarnham, Palmerstown, Templeogue, Knocklyon i Greenhills
- villages com Rathcoole, Newcastle(-Lyons), i Saggart
- new neighbourhoods, algunes àrees més grans i més antigues, incloses Kilnamanagh, Ballyowen, Finnstown, i, en desenvolupament, Adamstown.[3]

### Àrees residencials
| - Adamstown - Ballyboden - Ballyfermot - Ballyroan - Clondalkin - Edmondstown | - Firhouse - Greenhills - Inchicore - Jobstown - Knocklyon | - Lucan - Newcastle - Palmerstown - Rathcoole - Rathfarnham | - Rockbrook - Ronanstown - Saggart - Tallaght - Templeogue |

## Esports
El club de la Lliga irlandesa de futbol Shamrock Rovers F.C. juga a l'estadi de Tallaght.

## Política
Després de les eleccions locals de 2009 el Consell del Comtat està compost per:
| Partit                        | Escons |
| ----------------------------- | ------ |
| Labour Party                  | 9      |
| Fine Gael                     | 8      |
| Fianna Fáil                   | 4      |
| Sinn Féin                     | 3      |
| People Before Profit Alliance | 1      |
| Independents                  | 1      |